# Sürpriz
Sürpriz (türkisch Überraschung) war eine deutsch-türkische Popgruppe, die Deutschland beim Eurovision Song Contest 1999 vertrat und den dritten Platz belegte. Sie bestand ausschließlich aus türkischstämmigen Künstlern.

## Bandgeschichte
Die Gruppe wurde vom Bandleader Cihan Özden speziell für den Eurovision Song Contest gegründet und belegte mit ihrem von Ralph Siegel und Bernd Meinunger geschriebenen Titel Reise nach Jerusalem – Kudüs’e seyahat bei der deutschen Vorentscheidung am 12. März 1999 in Bremen den zweiten Platz hinter Corinna May. Nachdem diese nachträglich disqualifiziert wurde, weil ihr Lied nicht dem damaligen Regelwerk entsprach (vorherige CD-Veröffentlichung), wurden Sürpriz als deutsche Vertreter zum Eurovision Song Contest nach Jerusalem entsandt.
Zuvor wäre jedoch die Teilnahme noch fast verhindert worden, da die OGAE Germany e. V., ein deutscher Fanclub zum Liederwettbewerb, versuchte, den Titel Reise nach Jerusalem als Plagiat des früheren, ebenfalls von Ralph Siegel komponierten Liedes Wo geht die Reise hin darzustellen. Dieses wurde 1984 als B-Seite der Single Tingel Tangel Mann, mit dem sich die Gruppe Harmony Four an der deutschen Vorentscheidung zum Eurovision Song Contest beteiligte, veröffentlicht. Dadurch wurde, wie im Fall May, wiederum die Frage nach der Regelkonformität aufgeworfen. Hierdurch verpasste die Gruppe die Anmeldefrist für den Wettbewerb. Eine unabhängige Jury aus Mitgliedern der EBU in Genf, die übereinstimmend feststellte, dass es sich bei dem Song um kein Selbstplagiat Siegels handele, ließ die Teilnahme der Gruppe dann doch zu.
Bei der deutschen Vorentscheidung präsentierten sie ihr Lied in türkischer, deutscher und englischer Sprache; beim internationalen Auftritt fügten sie noch eine Textzeile auf Hebräisch hinzu. Sie konnten den dritten Platz erlangen; Höchstwertungen gab es hierbei nicht nur aus der Türkei und Israel, sondern auch aus den Niederlanden (die einen hohen Teil türkischstämmiger Mitbürger aufweisen), Polen und Portugal.
Trotz des guten Ergebnisses blieb Sürpriz der kommerzielle Erfolg verwehrt; sie konnten sich nicht in den deutschen Charts platzieren. Ein im Folgejahr produziertes Album wurde nur in der Türkei veröffentlicht. Nach einigen Umbesetzungen (unter anderem war Cihans damalige Lebensgefährtin Aynur Aydın kurzzeitig Mitglied der Gruppe) trennten sich Sürpriz im Jahr 2002.
Jazz Akkar nahm 2013 an der dritten Staffel von The Voice of Germany teil.

## Mitglieder
Sürpriz bestand aus nachstehenden türkischstämmigen deutschen Musikern.
- Cihan „Chicco“ Özden (* 9. Juni 1976 in München)
- Deniz Filizmen (* 30. Januar 1978 in München)
- Yasemin „Jazz“ Akkar (* 5. Oktober 1982 in München)
- Filiz Zeyno (* 28. Juli 1969 in Hamburg)
- Savaş Uçar (* 26. April 1967 in Istanbul)
- Bülent Ural (* 24. Januar 1973 in München)

## Diskografie

### Alben
- 2000: Sürpriz

### Singles
- 1999: Reise nach Jerusalem – Kudüs’e Seyahat